# Bytel metlatý

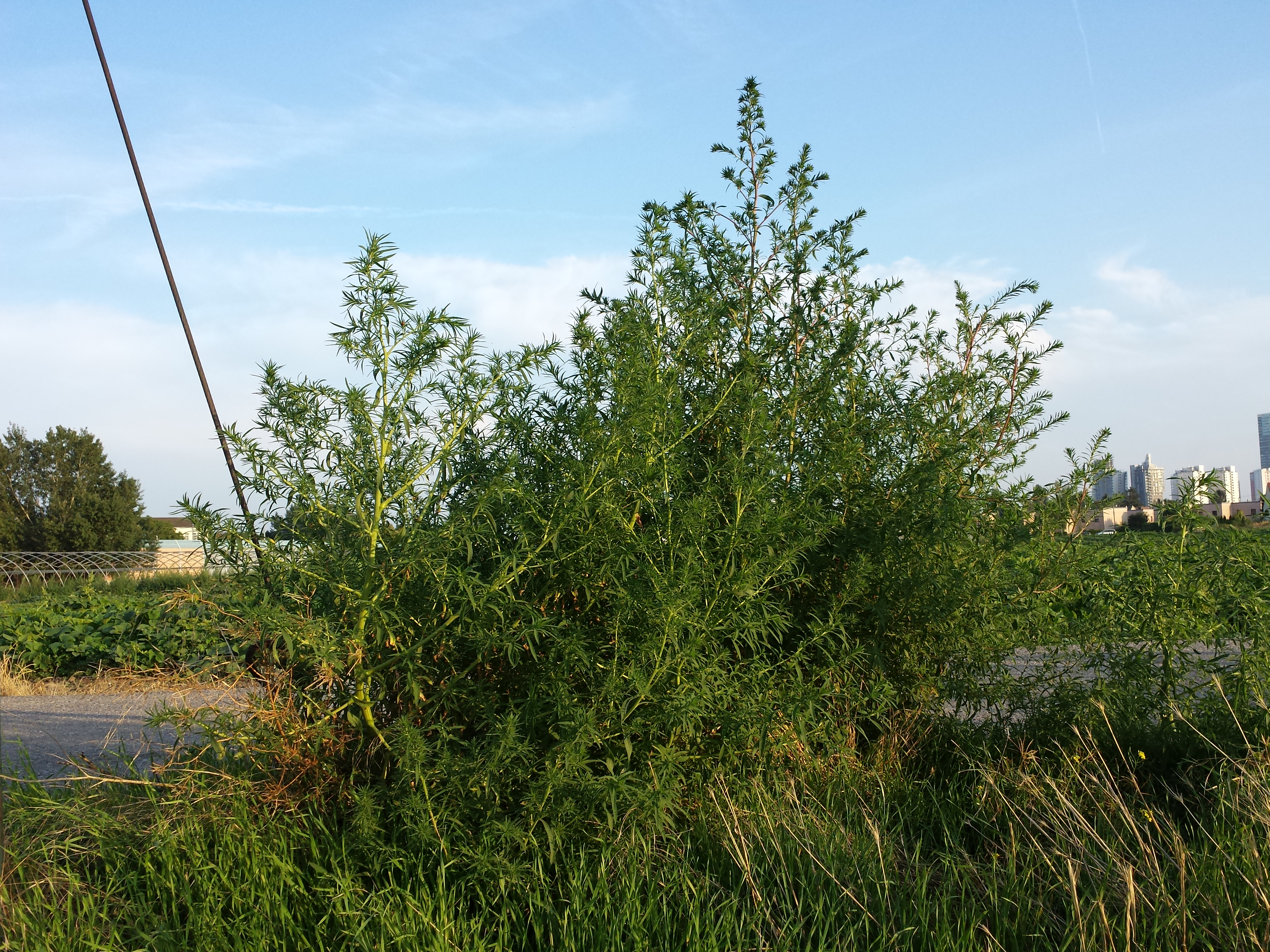
Statná rostlina

Bytel metlatý (Bassia scoparia) je planě rostoucí bylina, druh rodu bytel. Do české přírody, kde byl poprvé pozorován v roce 1811, se tento neofyt dostal přes Středomoří z jihovýchodní Evropy s osivem obilnin a olejnin. Nově bývá do Česka zavlékán ze Severní Ameriky, hlavně se sojovými boby a jeho populace se šíří podél železničních tratí a silnic.

## Rozšíření
Je původní rostlinou v oblastech jihovýchodního Ruska, ve Střední a Malé Asii, Íránu, Pákistánu, Indii, Číně, Mongolsku, na Sibiři i v Japonsku a na Tchaj-wanu. Kromě České republiky byl také zanesen do celé střední a jižní Evropy, Severní a Jižní Ameriky, zbytku Asie, jižní Afriky, Austrálie i na Nový Zéland.
V současnosti se v ČR vyskytuje téměř po celém území, nejčetnější je v teplých oblastech středních Čech a jižní Moravy. K jeho rozšiřování přispívá i pěstování jako okrasné letničky v zahradách nebo na hřbitovech, kde se vysévá pyramidální varieta 'trichophylla', tzv. „letní cypříšek“ (kulovitý vzrůst, žlutozelené zbarvení rostlin, na podzim červené, listy pouze čárkovité) a odtamtud se semeny dostává do volné přírody.

## Ekologie
Tento bylinný druh osídluje hlavně lehké, alkalické, štěrkovité a písčité, živinami chudé substráty na světlých, suchých, teplých a otevřených stanovištích. Nejvíce se vyskytuje na skládkách, rumištích, železničních náspech a podél cest. odtud se šířívá jako plevel po obdělávaných polích až do nadmořské výšky 1200 m. V současnosti roste spíše na klimaticky teplých místech, avšak předpokládá se jeho postupné rozšíření i do vyšších a chladnějších poloh. Je schopen růst i na zasolených půdách.
Má velkou konkurenční schopnost, produkuje alelopatické chemické látky, které omezují klíčení semen v sousedství. Silné a husté rostliny tvoří kompaktní porosty, které připravují okolní rostliny o světlo, vláhu i živiny a svými rozměry zhoršují strojovou sklizeň.

## Popis
Jednoletá, šedozelená nebo načervenalá rostlina s kůlovitým kořenem, která v časném mládí vytvoří drobnou listovou růžice. Později z ní rychle vyrostou přímé, vespod dřevnatějící lodyhy, které jsou hustě metlovité větvené a dorůstají do výšky až 150 cm. Lodyhy jsou oblé nebo mělce rýhované, vespod lysé a nahoře hustě chlupaté. Jsou porostlé střídavými, přisedlými nebo krátce řapíkatými listy, které jsou ploché, úzce podlouhlé, až 6 cm dlouhé a 0,5 cm široké. Listové čepele jsou u báze zúžené, na vrcholu dlouze špičaté, po obvodě celistvé a mají zřetelnou střední žilku.
Drobné, oboupohlavné květy vyrůstají po jednom až dvou z úžlabí listů na koncích lodyh a nevytvářejí květenství, někdy květům vyrůstá na bázi hustý věneček chlupů. Mají pět nazelenalých okvětních plátků, které jsou v horní části dovnitř zahnuté a na každém v dospělosti vyrůstá drobný bylinný přívěsek. V květu je pět tyčinek s červenými prašníky, které se pro odvrácení samosprašnosti otvírají až zaschnutí blizen. Svrchní semeník má dvě červené čnělky. Květy kvetou od července do září, neprodukují nektar a jsou opylovány větrem.
Plodem je tmavohnědá, asi 2 mm dlouhá, okrouhlá, vmáčklá, jednosemenná nažka zabalená ve vytrvalém okvětí. Rozšiřovány jsou větrem nebo vodou, podíl na jejich šíření mají i lidé při pracovní činnosti. Po dozrání se lodyhy za silného větru zpravidla ulomí a jsou i se semeny unášeny větrem a cestou trousí semena, stávávají se z nich tzv. stepní běžci.

## Rozmnožování
Bytel metlatý pravidelně bohatě plodí a téměř všechny jeho nažky klíčí. Jedna rostlina vytvoří až 10 000 plodů, které dozrávají obvykle v říjnu a pomalu se vysemeňují až do jara. Semena nejsou dormantní a část jich vyklíčí již na podzim, zimu však semenáče nepřežijí. Pro vzejití jim stačí teplota těsně nad 0 °C a hloubka 5 až 7 cm. S příchodem jara průběžně raší až do poloviny dubna, pro růst a kvetení jim postačuje teplota 15 °C. Jen malá část semen má schopnost vyklíčit i za dva roky.

## Taxonomie
V České republice vyrůstají dva poddruhy, častěji se vyskytuje nominátní bytel metlatý pravý (Bassia scoparia subsp. scoparia), řidčeji bytel metlatý hustokvětý (Bassia scoparia subsp. densiflora), který se od nominátního odlišuje hustým věnečkem dlouhých chlupů pod květy a plody.

## Význam
Názory na prospěšnost či škodlivost bytele metlatého jsou rozdílné, liší se podle místa a pohledu posuzovatele.

### Prospěšnost
Ve Spojených státech amerických a v Kanadě se zájem o bytel metlatý jako o krmnou plodinu v posledních deseti letech podstatně zvýšil, zvláště v suchých oblastech. Produkuje stejné množství píce na hektar jako vojtěška, ale s polovičními nároky na vodu, má vysoký obsah živin a netrpí chorobami a škůdci. Má oproti vojtěšce jen mírně menší krmnou hodnotu a stravitelnost, neovlivňuje chuť mléka. Spolehlivě roste i na místech s úhrnem ročních srážkami jen 150 mm (Praha asi 600 mm)
Lze jej dobře využívat pro znovuozeleňování, obnovu narušených půd i jako ochranu proti půdní erozi. Používá se i k rekultivaci zasolených půd, dobře prospívá i při zavlažování vodou se salinitou rovnající se třetině slanosti mořské vody. Vysazuje se jako solitérní prvek v plošných výsadbách nebo se z něj vytvářejí krátkodobé živé ploty, které lze stříháním tvarovat.
Mladé výhonky rostlin a jejich pupeny jsou v Japonsku a Číně používány na saláty a do polévek. Ve východní Asii se dospělé rostliny sklízejí na siláž. Semena jsou bohatá na bílkoviny a používají se k výrobě mouky pro pečení chleba. Odvar ze semen se v ruském a čínském léčitelství využívá pro močopudné účinky při zánětech močového měchýře a močových cest, prášek ze semen k výrobě mastí na choroby kůže i jako srdeční stimulátor.

### Škodlivost
V přírodě České republiky je tento nepůvodní druh hodnocen jako aktuálně nebezpečný plevel, který je mimořádně expanzivní s velkou schopností reprodukce a šíření. Navíc existují typy, které byly schopné vytvořit si za krátkou dobu rezistenci vůči několika skupinám herbicidů. Doposud se projevuje jako synantropni rostlina a jen málo se dostává mezi kulturní plodiny, s výjimkou okopanin. Předpokládá se, že k jeho dalšímu šíření napomůže globální oteplování. Není přirozeně regulován chorobami ani škůdci.
Hospodářská zvířata (skot, koně, ovce) dospělé rostliny ráda spásají. Ty ale obsahují v listech, květech i semenech toxické látky (oxaláty, alkaloidy, saponiny, nitráty a sulfáty). které při dlouhodobé konzumaci většího množství způsobují neurologické problémy, fotosenzibilitu kůže a případně až úhyn.
Ve Spojených státech amerických a v Kanadě se na některých územích stal obávaným, proti suchu odolným plevelem prérijních oblastí a je dnes jedním z nejrozšířenějších a nejobtížnějších plevelů v zemědělství USA. Při zamoření podstatně snižuje výnosy obilnin, čiroku, sóje a cukrovky a jeho rané populace jsou problémem též u ozimých obilnin.
V roce 1990 byl záměrně dovezen do Západní Austrálie jako krmná plodina pro území se zasolenou půdou. Začal se ale tak rychle šířit, že již za dva roky byl prohlášen za plevel, který je nutno vymýtit. Při nákladech 300 000 USD se tuto eradikaci podařilo do roku 2000 uskutečnit.

## Galerie

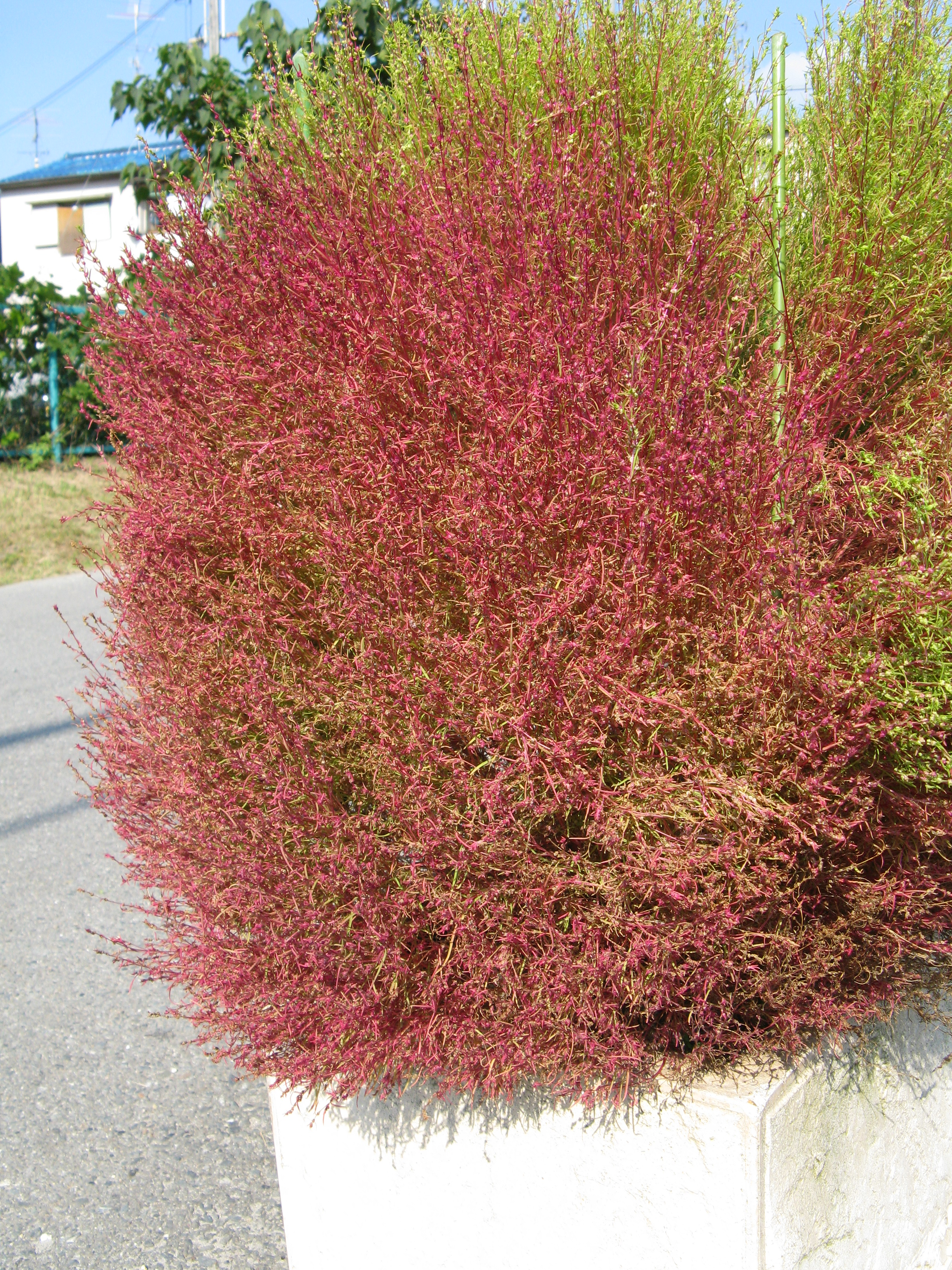
Letní cypříšek v podzimním šatu
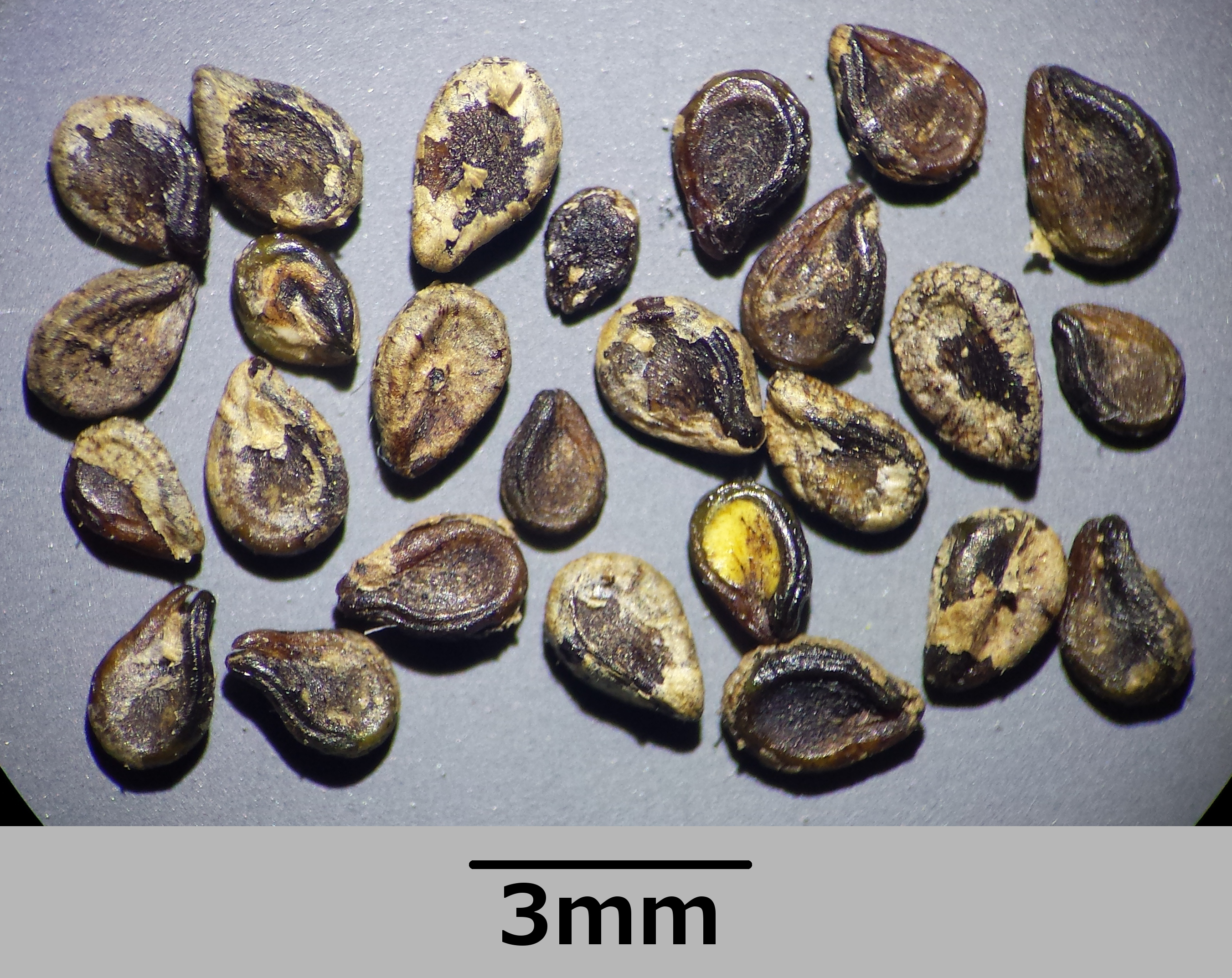
Plody
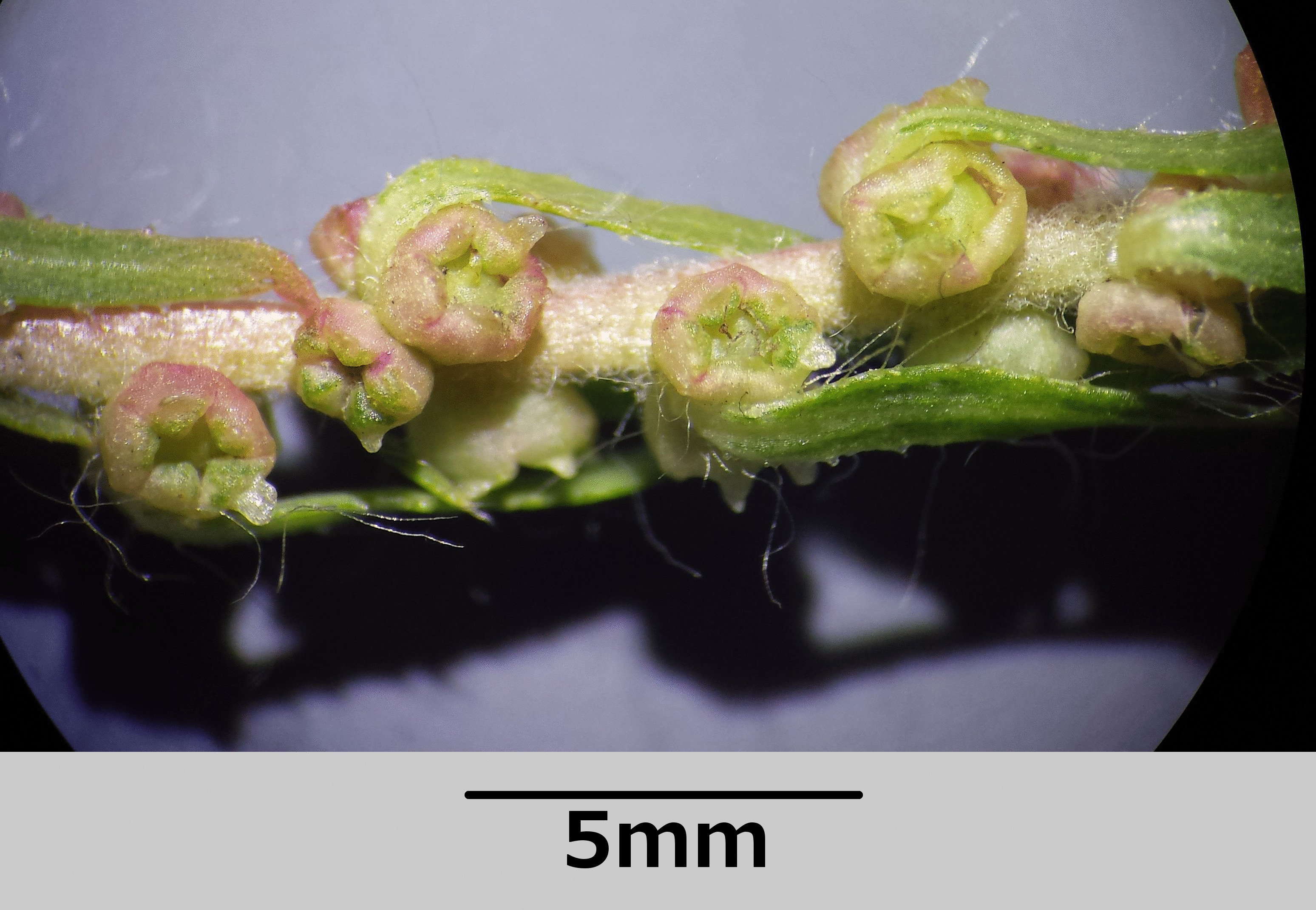
Květy
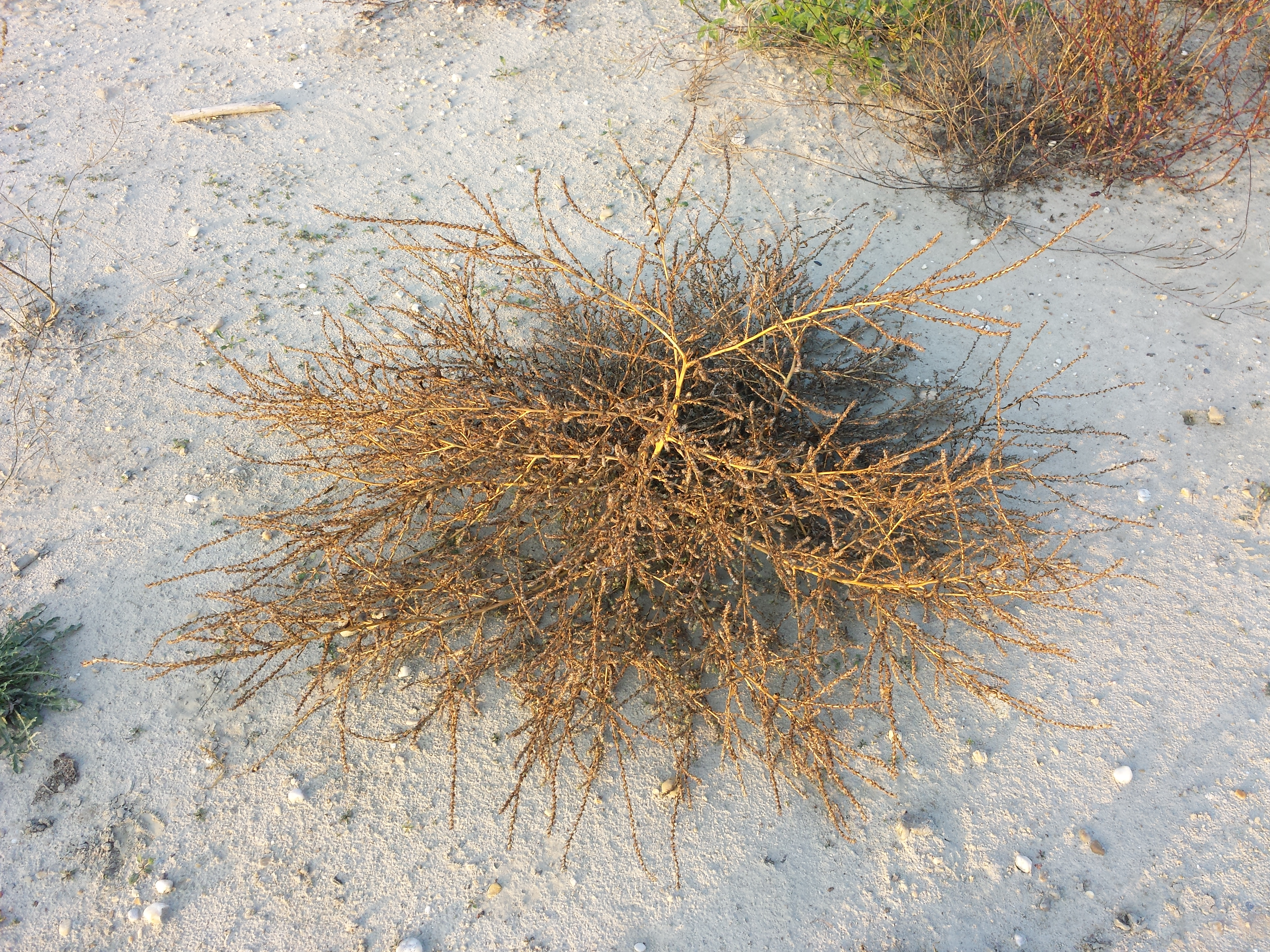
Stepní běžec